# Austalis erythropyga
Austalis erythropyga är en tvåvingeart som först beskrevs av Walker 1864.  Austalis erythropyga ingår i släktet Austalis och familjen blomflugor. Inga underarter finns listade i Catalogue of Life.